# جان رونديه
جان رونديه (Jean Renaudie) كان مهندس معماري فرنسي (1925-1981)
الزيادة الكبيرة لعدد السكان وهجرة سكان الضواحي إلى العاصمة باريس جعل من الضروري عمل سلسلة من التدخلات في ضاحية ايفري سور سين. المهندس المعماري جان رونديه شارك في عملية تصميم مجموعة من المباني المكونة من كتل متمفصلة بأشكال هندسية أصلية. التشابك بين الشقق تم ابتكاره من خلال عملية شملت مرحلتين:
- تصميم المساقط الافقية،
- وبعد ذلك مرحلة الاتصال والتكيف فيما بينها.